# Provincia Autónoma de Kosovo y Metojia
La Provincia Autónoma de Kosovo y Metojia (en serbio: Аутономна Покрајина Косово и Метохиja, en albanés: Krahina Autonome e Kosovës dhe Metohisë) es la administración de Kosovo que establece la Constitución de la República de Serbia y que reconocen como oficial la Organización de las Naciones Unidas y gran parte de la comunidad internacional, aunque de facto este territorio forma la autoproclamada República de Kosovo. 
La provincia fue creada por la revolución antiburocrática del gobierno de Slobodan Milošević como parte de la reducción de los poderes adicionales de la Provincia Autónoma Socialista de Kosovo en 1990, lo que significó un retorno a la situación anterior al estatuto de 1974, en que la nueva constitución yugoslava dotaba de mayor autonomía a las provincias de Kosovo y Metohija y Voivodina. En 1990 era parte autónoma de la República Socialista de Serbia dentro de la República Federativa Socialista de Yugoslavia, y en 1992 las condiciones cambiaron, manteniéndose como parte autónoma de la nueva República de Serbia (federal) en la nueva República Federal de Yugoslavia. En 1999, una invasión de la OTAN desalojó al ejército de Yugoslavia del territorio, quedando Kosovo bajo control de la Alianza Atlántica. En 2008 la República de Kosovo proclamó de manera unilateral su independencia. La República de Serbia y la mayoría de los países de la ONU, sin embargo, no reconocen a Kosovo como un estado independiente, y Serbia todavía conserva el aparato administrativo para la provincia autónoma.
A modo de abreviatura para Kosovo y Metojia, se utiliza "Kosmet" (Космет) de forma informal.

## Política y estatus internacional
Su estatus internacional es anómalo: aunque, formalmente, sea una provincia de la República de Serbia, la administración es conducida por la ONU sin la participación del gobierno serbio bajo la resolución 1244 del Consejo de Seguridad de las Naciones Unidas del 10 de junio de 1999. Esta resolución había reafirmado el respeto de todos los Estados miembros a la soberanía y la integridad territorial de la República Federal de Yugoslavia.
El gobierno actual de la provincia es desempeñado por la Misión de Naciones Unidas en Kosovo (UNMIK). La UNMIK ha formado provisionalmente la asamblea, el gobierno y la oficina del presidente, que son cuerpos legislativos y órganos ejecutivos en el control de la UNMIK; la seguridad, justicia y asuntos externos está todavía bajo el control total de la UNMIK. El parlamento fue elegido en noviembre de 2001 e Ibrahim Rugova fue elegido presidente en marzo de 2002, aunque falleció antes de finalizar su mandato. La sede de la asamblea, el gobierno y el presidente está en Priština.
El parlamento estableció, y la UNMIK aprobó, un marco constitucional, el código de aduana y dos códigos penales.
La UNMIK expide documentos de viajes que sirven de pasaporte, carnets de identidad y matrículas para automóviles, que son válidos sólo en países que los aceptan como tal. El sistema postal de Kosovo es también utilizable sólo en países que los aceptan como tal (las cartas dirigidas sólo a Kosovo, o a Serbia y Montenegro tienen posibilidad de no llegar; lo mejor es usar Yugoslavia).

Bandera adoptada por la minoría étnica albanesa en la antigua Yugoslavia socialista.

La UNMIK también creó la policía (Servicio de Policía de Kosovo), y reorganizó los ferrocarriles. El espacio aéreo de la provincia es controlado por KFOR (Kosovo Force). La UNMIK usa la bandera de la ONU.
La UNMIK proclamó una discriminación positiva en la asamblea de Kosovo. De los 120 escaños, 10 son reservados para serbios y 10 para otras minorías no albanesas, mientras que los restantes 100 escaños son elegidos por votación directa.
El estatus anómalo de Kosovo es el resultado de la Guerra de Kosovo (marzo a junio de 1999), en el transcurso de la cual se produjeron ataques aéreos contra las fuerzas armadas de la República Federal Yugoslava y la infraestructura civil yugoslava, por parte de miembros de la Organización del Tratado del Atlántico Norte (OTAN) sin la aprobación de la ONU, que forzó a Yugoslavia a firmar el acuerdo de Kumanovo, que condujo a la retirada de militares y la ocupación de la provincia por una fuerza conducida por la OTAN (KFOR) incluyendo también tropas rusas (no prestando servicio desde julio de 2003).
Desde 1998, las fuerzas yugoslavas luchaban duramente con el Ejército de Liberación de Kosovo (UCK), tiempo durante el cual, intencionadamente según la OTAN, mataron a varios civiles albaneses, violentaron o, temporalmente, los expulsaron de la provincia, y la OTAN comenzó ataques aéreos sobre Belgrado y otras poblaciones yugoslavas con el fin de acabar con la presencia de las autoridades del país en la provincia.
Tanto la OTAN como la ONU siguen reconociendo formalmente a Kosovo como parte de Serbia aunque siguen sin permitir que las autoridades de Serbia ejerzan la soberanía real sobre ella. Desde 1999 la mayor parte de la población serbia originaria de la provincia ha sido expulsada por los extremistas albaneses. Por otro lado, Serbia ha negado en repetidas ocasiones la posibilidad de reconocer la independencia de Kosovo.  El reconocimiento de la independencia de Kosovo sin el consentimiento de Serbia violaría la ley internacional según los principios internacionales de la integridad territorial y la no interferencia en asuntos internos. El resultado más probable es la aprobación de la independencia, lo que provocaría la huida de la mayoría de los kosovares de origen serbio que todavía permanecen en la provincia.
El 7 de octubre de 2005 la ONU recomendó al Consejo de Seguridad la iniciación de conversaciones para alcanzar un acuerdo sobre el estatuto definitivo para la región, con base en el informe elaborado por el enviado especial de Kofi Annan.
El 26 de enero de 2007 Martti Ahtisaari, enviado especial de la ONU para Kosovo, dio a conocer los detalles de su propuesta para un estatus definitivo de la provincia. Aunque no habla de independencia establece un importante grado de autonomía. Este borrador de trabajo comenzará un largo camino de negociaciones por lo que es probable que sufra algunas modificaciones antes de ser adoptado de manera definitiva.
Los puntos principales del documento de Ahtisaari establecen el despliegue indefinido de fuerzas internacionales que garanticen la seguridad, la tutela política de la Unión Europea a través de un representante, la potestad de que Kosovo firme acuerdos y pida el ingreso en organismos internacionales, la formación de una fuerza militar de 2500 hombres con armamento ligero, la creación de siete municipios serbios con amplia autonomía y fija medidas para la protección del legado histórico y cultural serbio que no han sido respetadas.

## Economía
La UNMIK declaró el euro como la moneda oficial en Kosovo, pero el dinar permanece como dinero oficial en los enclaves serbios de Kosovo. El presupuesto anual de la administración de Kosovo de la UNMIK es calculado en euros, y todos los bancos comerciales usan el euro como principal moneda. Entre otras divisas internacionales, el franco suizo y dólar son las más utilizadas.

## Datos demográficos
La población está formada en su mayor parte por albaneses étnicos (estimado en el 80 % antes del conflicto internacional de 1999, pero ahora algo más debido a las limpiezas étnicas de serbios y otros no-albaneses).
Estimación del 2002 de la ONU. Población total 1,7 a 2,3 millones:
- 88 % albaneses –josovars– (1.996.000 – 2.072.000).
- 8 % serbios (60.000 – 90.000).
- 2 % goranis (41.000 – 57.000).
- 1,5 % arumanos (también vlax o macedo-rumanos) (34.000 – 38.000).
- 0,5 % turcos (17.000 – 19.000).

Según su religión:
- 92 % musulmanes.
- 7 % ortodoxos serbios.
- 1 % católicos.